# カップル誕生
『カップル誕生』（カップルたんじょう）は、1975年10月3日から1976年7月9日まで東京12チャンネル（現・テレビ東京）で放送されていた恋愛バラエティ番組である。

## 概要
毎回出場者2人の見合い相手を募集していた視聴者参加型番組。司会は前田武彦と木原美知子が務めていた。
番組はまず出場者それぞれの推薦者が推薦の弁を振るった後、司会者が出場者にインタビューして彼らの略歴紹介を行った。こうして2人の見合い相手を視聴者から募集し、カップルが成立した暁には彼らのデートの模様などを追跡していた。
1976年7月16日からはモントリオールオリンピック中継のために一旦放送を中断していたが、オリンピックの閉幕後も番組は放送を再開せず、そのまま次のレギュラー番組『まんがふるさと昔話』がスタートした。

## 放送時間
いずれも日本標準時。
- 金曜 19:00 - 19:30 （1975年10月3日 - 1976年3月26日）
- 金曜 19:30 - 20:00 （1976年4月2日 - 1976年7月9日）